# うお座ゼータ星
うお座ζ星（うおざゼータせい）は、うお座の恒星で5等星。5つの恒星が多重星を構成している。

## 概要
ζ星Aは、共にA7のスペクトルを持つ2つの準巨星のAaとAbからなり、両星は地球からはわずか0.15秒角だけ離れて見える。ζ星Bは、Ba (F7V) とBb (G7V) の主系列星が9.075日の周期で互いに周回しており、B星のペアはA星のペアから22.90秒角離れた位置にある。さらにB星から1秒角の位置に12.2等のC星がある。

## 名称
固有名のレーヴァティ (Revati) は、ヒンドゥーの月宿であるナクシャトラの第26宿レーヴァティ (Revati) に由来する。2017年6月30日に国際天文学連合の恒星の命名に関するワーキンググループ (Working Group on Star Names, WGSN) は、Revati をうお座ζ星Aの固有名として承認した。